# Google軟體集
Google軟體集（Google Pack）是Google公司於2006年國際消費電子展（CES）所推出的服務，由該公司設立推薦軟件的下載平台，所提供的軟件均為對用戶免費授權使用的產品， 僅提供可在Windows XP、Windows Vista及Windows 7使用的軟體產品。
2011年9月，Google公司宣佈停止此服務。

## 可選用軟體
使用者能夠選擇下列的程式來安裝。假設程式已經被安裝，Google更新器檢查使用者是否擁有最新版本，如果使用者同意更新時，將會進行軟體版本的更新。

## 語言／地區差異
已提供多種的語言／地區的軟體選項可以選擇使用。目前各版的Google Pack提供下列的軟體可供安裝。

### 簡體中文版

#### Google（谷歌）程序
- 谷歌浏览器
- Google企业应用套件
- Google地球
- 谷歌拼音输入法
- 用于Internet Explorer的Google工具栏
- Google桌面
- Google Picasa

#### 第三方程序
- Spyware Doctor（带防毒组件包）
- 傲遊瀏覽器2
- WPS Office 2009个人版
- Adobe Reader
- Mozilla Firefox浏览器（带有Google工具栏）

##### 已經被移除的第三方程序
- 瑞星殺毒軟件
- 金山詞霸

### 繁體中文版

#### Google程式
- Google地球
- 針對Internet Explorer的Google工具列
- Google桌面
- Google Picasa
- Google瀏覽器

#### 第三方程式
- Spyware Doctor with Anti-Virus
- Adobe Reader
- 附加Google工具列的Mozilla Firefox
- RealPlayer

### 美國版

#### Google程式
- Google Chrome
- Google Apps
- Google Earth
- Google Toolbar for IE
- Google Desktop
- Google Picasa
- Google Talk
- Google軟體集 螢幕保護程式—一份顯示使用者電腦圖片的螢幕保護程式。

#### 第三方程式
- Spyware Doctor with Anti-Virus
- Adobe Reader
- Firefox with Google Toolbar
- Skype
- RealPlayer

Google称其未与上述軟體的开发商签订财务协议，软件开发商提供软件是为了Google用户的方便，並非任何財務理由。

##### 已經被移除的第三方程式
- Ad-Aware
- Trillian
- Norton Antivirus特別版2005 - 有六個月試用期
- StarOffice
- GalleryPlayer
- Norton Security Scan

## Google更新器
Google Pack与Google Updater一并发行。Updater帮助用户下载和安装，并定期检查升级，同時作為一個迷你的“新增移除程式”管理員，除了他只管理屬於Google軟體集內的程式。如果你移除了Google Updater，其他屬於Google軟體集的程式將不會被更動。如果你想將Google軟體集的程式移除，可使用Window內置的新增移除程式，或使用Google Updater進行。

## 外部連結
- Google Pack（英文）
  - Google软件精选（简体中文）
  - Google軟體集（繁體中文）